# Twist of Faith
Twist of Faith ist ein US-amerikanischer Dokumentarfilm von Kirby Dick von 2004. Der Film über sexuellen Missbrauch in der katholischen Kirche wurde 2005 für den Oscar für den besten Dokumentarfilm nominiert.

## Inhalt
Der Film wird aus Sicht des Feuerwehrmanns und Familienvaters Tony Comes aus Toledo (Ohio) erzählt, der als Jugendlicher von einem katholischen Priester der Diözese Toledo missbraucht wurde. Er handelt von dem Trauma des Opfers, aber auch dem zögerlichen Umgang der Kirche mit Missbrauchsfällen.
Ein geplantes und bereits zugesagtes Interview mit dem Bischof von Toledo wurde kurzzeitig abgesagt und ist daher nicht im Film enthalten.

## Produktion und Veröffentlichung
Gedreht wurde der Film mit einem DV-Camcorder und einem Tony Comes zur Verfügung gestelltem DV-Camcorder. Das Filmbudget betrug etwa $ 500.000. Twist of Faith wurde beim Sundance Film Festival aufgeführt. Am 28. Juni 2005 wurde die Dokumentation auf HBO im Fernsehen gezeigt.
In Toledo selbst wurde das Zeigen des Filmes von Kinobetreibern abgelehnt, da der Film nach Ansicht der Betreiber zu umstritten sei.

## Rezeption
Die Dokumentation erreichte bei Rotten Tomatoes einen Tomatometer-Wert von 100 % und eine Publikumsbewerting von 81 %.
Für Moira Macdonald von der Seattle Times war der Film sehenswert. Twist of Faith gebe dem kirchenweiten Skandal, der manchmal zu groß sei ihn zu verarbeiten, ein menschliches Gesicht.
The Week stufte Twist of Faith zusammen mit zum Beispiel Erlöse uns von dem Bösen (2006) als eine der fünf belastendsten Dokumentationen für die katholische Kirche ein.

## Nominierung
Oscars 2005: Nominierung als bester Dokumentarfilm